# Attero Dominatus
Attero Dominatus je druhé studiové album power metalové skupiny Sabaton, jež bylo vydáno 14. července 2006 ve vydavatelství Black Lodge Records. V roce 2010 vyšla Re-Armed edice alba s několika bonusy.

## Seznam skladeb
1. Attero Dominatus – O bitvě o Berlín na konci druhé světové války.
2. Nuclear Attack – O jaderném útoku na Japonsko na konci druhé světové války.
3. Rise of Evil – O vzestupu Adolfa Hitlera k moci.
4. In the Name of God – O islámských teroristech.
5. We Burn – 2:55 – O Jugoslávské válce.
6. Angels Calling – O první světové válce.
7. Back in Control – O válce o Falklandy.
8. Light in the Black – O mírových jednotkách OSN.
9. Metal Crüe – O heavy metalu, text je poskládán z názvů známých kapel jako Kiss, Queen, In Flames, Iron Maiden, Accept, Venom, Unleashed, Slayer, atd.

Re-Armed edice – bonus
1. Långa Bollar På Bengt (Svenne Rubins cover)
2. Metal Medley (živě)
3. Nightchild
4. Primo Victoria (demo verze)

## Obsazení
- Joakim Brodén – zpěv, klávesy
- Rickard Sundén – kytara
- Oskar Montelius – kytara
- Pär Sundström – baskytara
- Daniel Mullback – bicí
- Daniel Mÿhr – klávesy

### Hosté
- Christian Eriksson – doprovodný zpěv